# Dasyprocta
Dasyprocta là một chi động vật có vú trong họ Dasyproctidae, bộ Gặm nhấm. Chi này được Illiger miêu tả năm 1811. Loài điển hình của chi này là Mus aguti Linnaeus, 1766 (= Mus leporinus Linnaeus, 1758).

## Hình ảnh

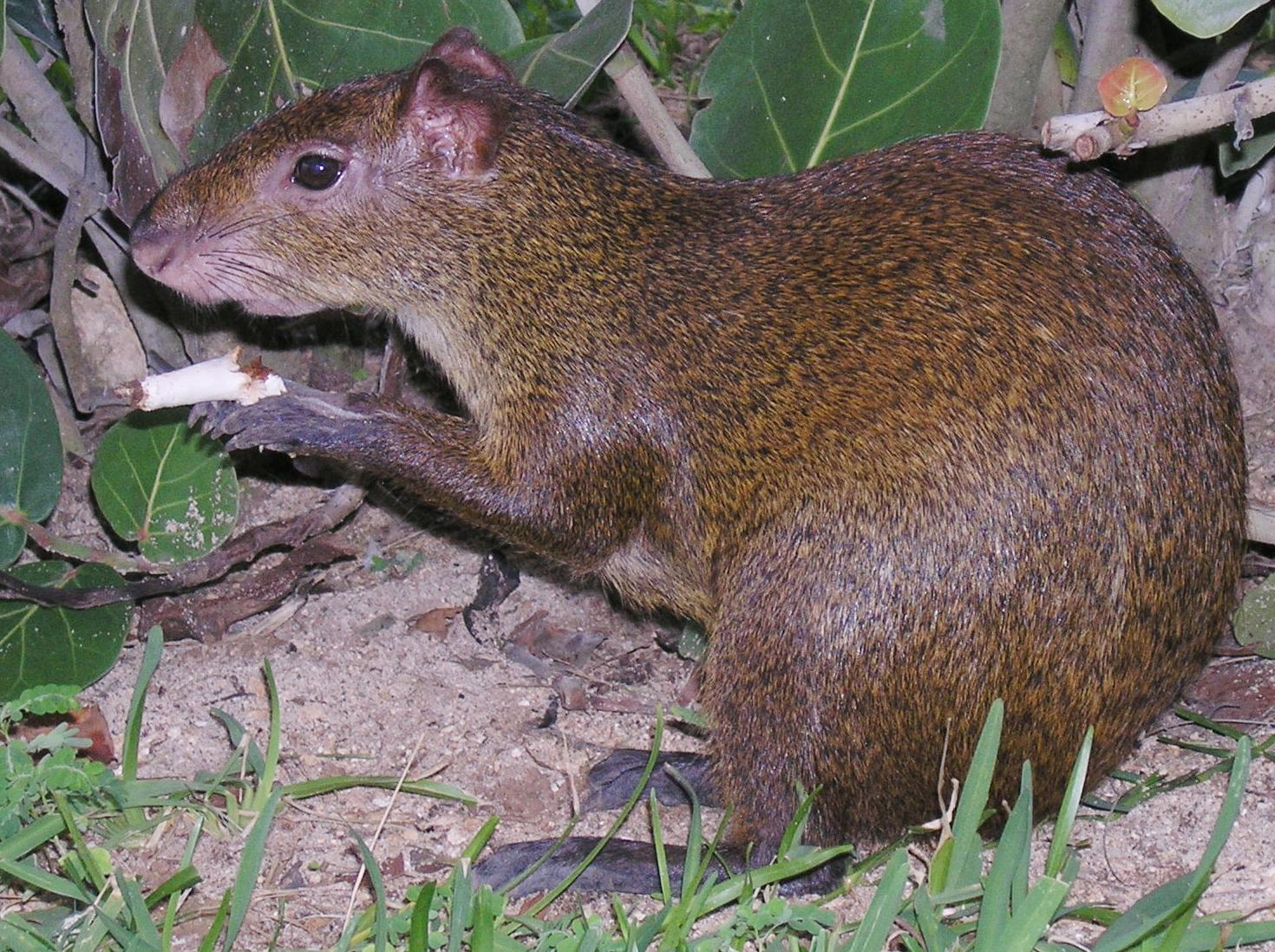
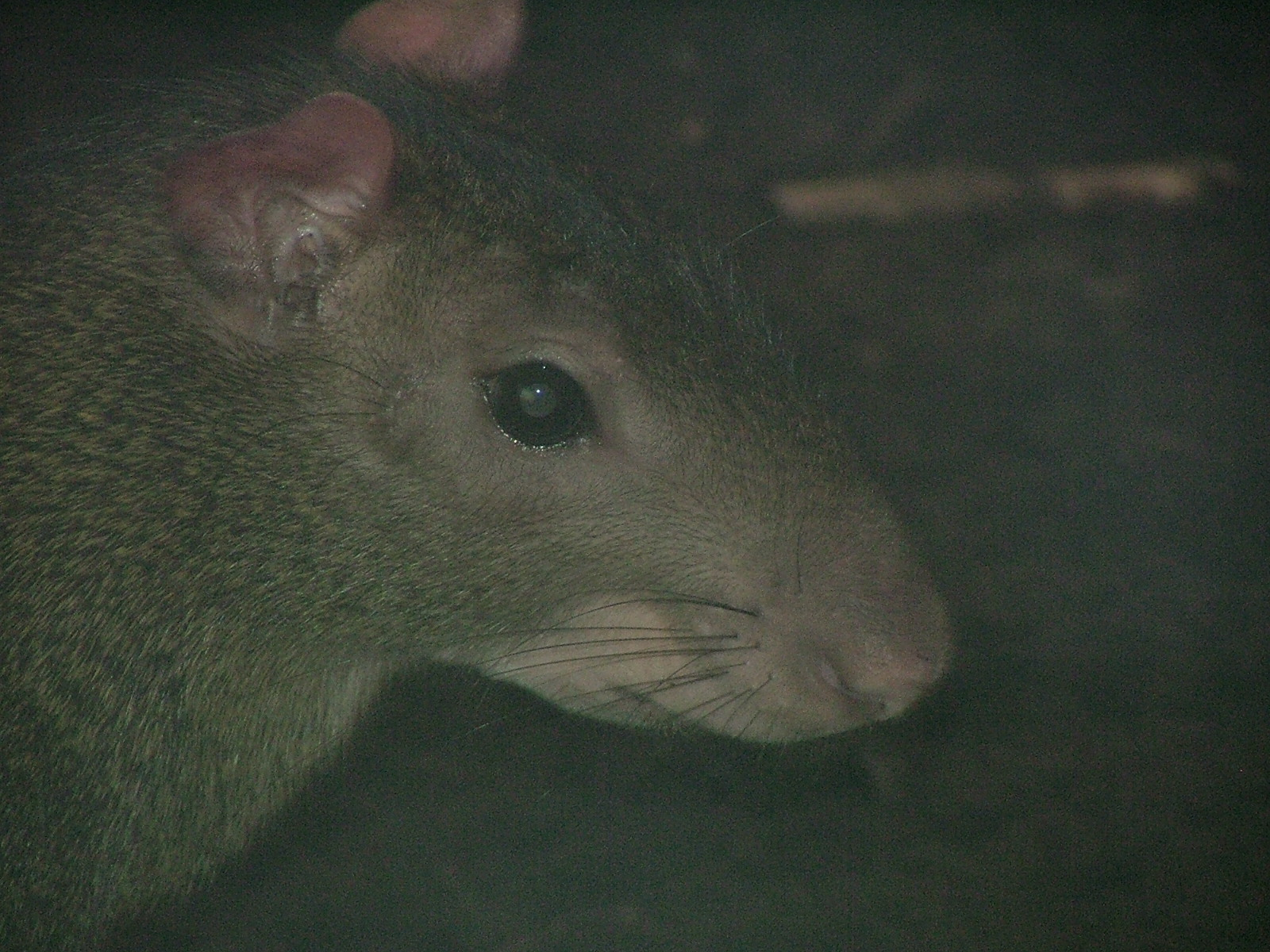
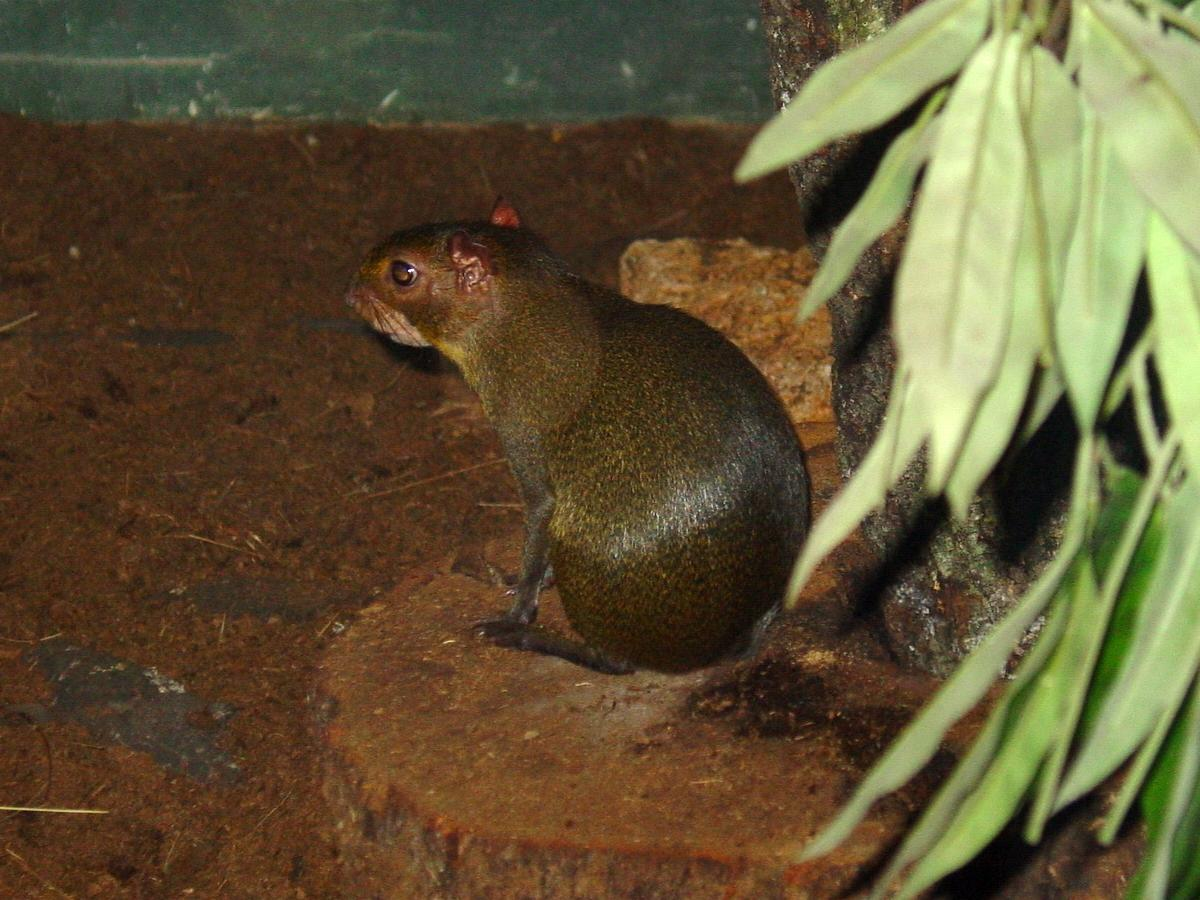
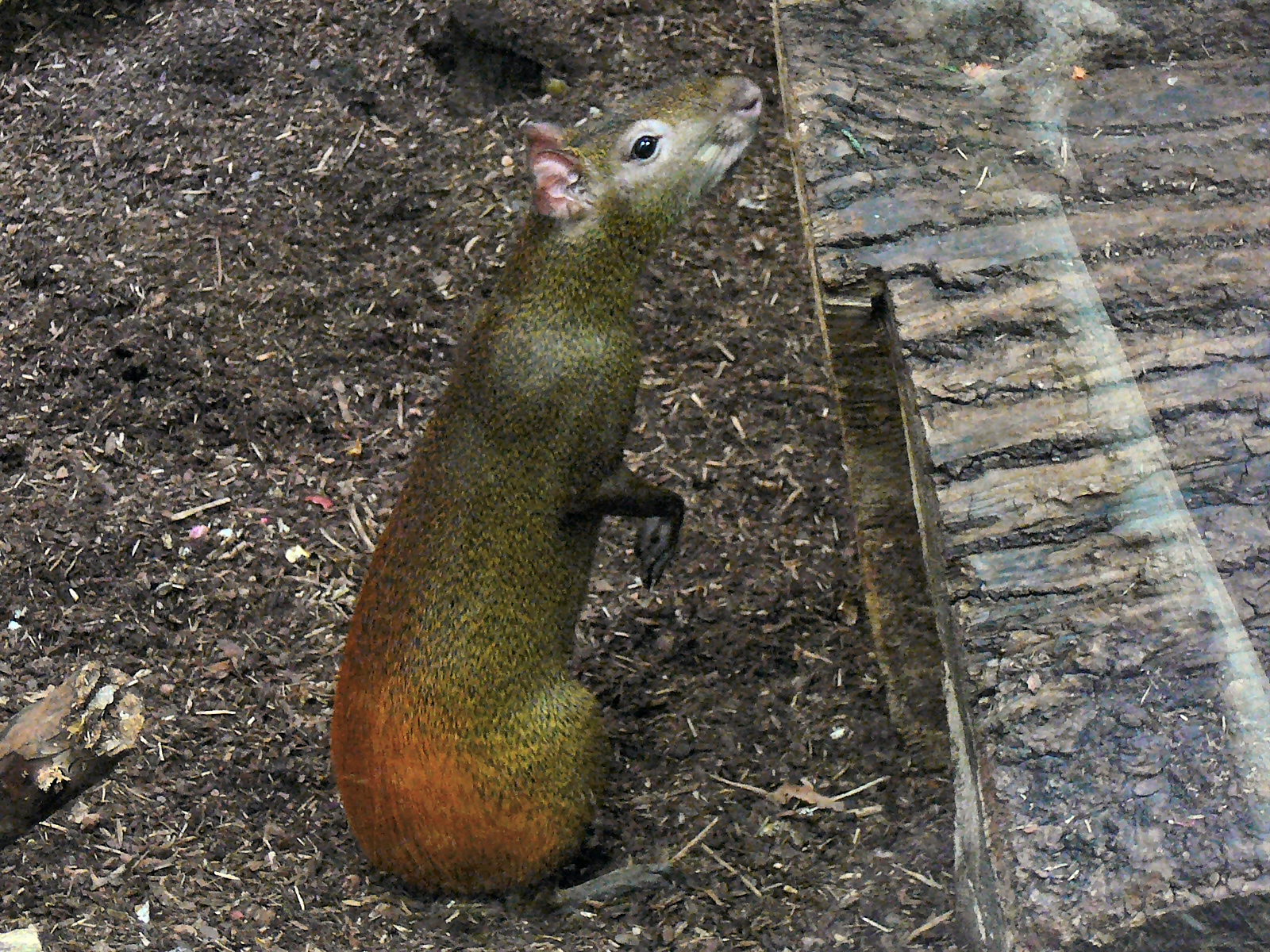

## Các loài
Chi này gồm các loài: